# スペイン映画国民賞
スペイン映画国民賞(スペイン語: Premio Nacional de Cinematografía de España)は、スペインの映画賞。スペイン映画界に貢献した人物に対してスペイン文化省によって授与され、副賞として3万ユーロが与えられる。ゴヤ賞が存在しなかった1980年に開始された。スペインには映画国民賞のほかに、やはりスペイン政府によって授与される音楽国民賞、美術国民賞、化学国民賞などがある。

## 受賞者
| 年   | 受賞者                                                                        | 仕事                                         |
| ---- | ----------------------------------------------------------------------------- | -------------------------------------------- |
| 1980 | カルロス・サウラ (1932-)                                                      | 監督・脚本家                                 |
| 1981 | ルイス・ガルシア・ベルランガ (1921-2010)                                      | 監督・脚本家                                 |
| 1982 | ラファエル・アスコナ (1926-2008)                                              | 脚本家                                       |
| 1983 | パブロ・ゴンサレス・デル・アモ (1927-2004)                                    | 編集                                         |
| 1984 | フランシスコ・ラバル (1926-2001)                                              | 俳優                                         |
| 1985 | マリオ・カムス (1935-)                                                        | 監督・脚本家                                 |
| 1986 | Enrique Molinero (1925-2005)                                                  | 音響効果                                     |
| 1987 | Luis Castro (1930-) エリアス・ケレヘタ (1934-2013)                            | 音響効果・特殊効果 プロデューサー            |
| 1988 | カルメン・マウラ (1945-) ビセンテ・アランダ (1926-2015)                       | 女優 監督・脚本家                            |
| 1989 | フェルナンド・フェルナン・ゴメス (1921-2007) ホセ・ルイス・アルカイネ (1938-) | 俳優・監督・脚本家 撮影監督                  |
| 1990 | ペドロ・アルモドバル (1949-) フェルナンド・レイ (1917-1994)                   | 監督・脚本家 俳優                            |
| 1991 | ラファエラ・アパリシオ (1906-1996) ゴンサロ・スアレス (1934-)                 | 女優 監督・脚本家                            |
| 1992 | マリア・ルイサ・ポンテ (1918-1996) ホセ・ルイス・ガルシ (1944-)               | 女優 監督・脚本家                            |
| 1993 | ホセ・ルイス・グアルネル (1937-1993) ビクトル・エリセ (1940-)                 | 批評家・脚本家 監督・脚本家                  |
| 1994 | ホセ・マリア・ファルケ (1923-1995) フアン・マリネ (1920-)                     | 監督・脚本家・プロデューサー 撮影監督        |
| 1995 | カルメロ・ゴメス (1962-)                                                      | 俳優                                         |
| 1996 | マリサ・パレデス (1946-)                                                      | 女優                                         |
| 1997 | エンリケ・ゴンサレス・マチョ (1947-)                                          | プロデューサー・ディストリビューター・出展者 |
| 1998 | モンチョ・アルメンダリス (1949-)                                              | 監督・脚本家                                 |
| 1999 | フェリクス・ムルシア (1945-)                                                  | 芸術監督                                     |
| 2000 | ホセ・ニエト (1942-)                                                          | 作曲家                                       |
| 2001 | ホセ・ルイス・ゲリン (1960-)                                                  | 監督・脚本家                                 |
| 2002 | ホセ・ルイス・ボラウ (1929-2012)                                              | 監督・プロデューサー・脚本家・俳優           |
| 2003 | メルセデス・サンピエトロ (1947-)                                              | 女優                                         |
| 2004 | ハビエル・アギーレサロベ (1949-)                                              | 撮影監督                                     |
| 2005 | マヌエル・グティエレス・アラゴン (1942-)                                      | 監督・脚本家                                 |
| 2006 | ホアキン・ホルダ (1935-2006)                                                  | 監督・脚本家                                 |
| 2007 | アルベルト・イグレシアス (1955-)                                              | 作曲家                                       |
| 2008 | ハビエル・バルデム (1969-)                                                    | 俳優・プロデューサー                         |
| 2009 | マリベル・ベルドゥ (1970-)                                                    | 女優                                         |
| 2010 | アレックス・デ・ラ・イグレシア (1965-)                                        | 監督・プロデューサー・脚本家                 |
| 2011 | アグスティ・ビジャロンガ (1953-)                                              |                                              |
| 2012 | イヴォンヌ・ブレイク (1940-)                                                  | 衣装デザイン                                 |
| 2013 | フアン・アントニオ・バヨナ (1975-)                                            | 監督                                         |
| 2014 | ローラ・サルバドール (1938-)                                                  | 脚本家                                       |
| 2015 | フェルナンド・トルエバ (1955-)                                                | 監督・脚本家・プロデューサー                 |
| 2016 | アンヘラ・モリーナ (1955-)                                                    | 女優                                         |
| 2017 | アントニオ・バンデラス (1960-)                                                | 俳優・監督・プロデューサー                   |
| 2018 | エッシャー・ガルシア・ロドリゲス (1956-)                                      | プロデューサー                               |